# Estat Popular de Hessen

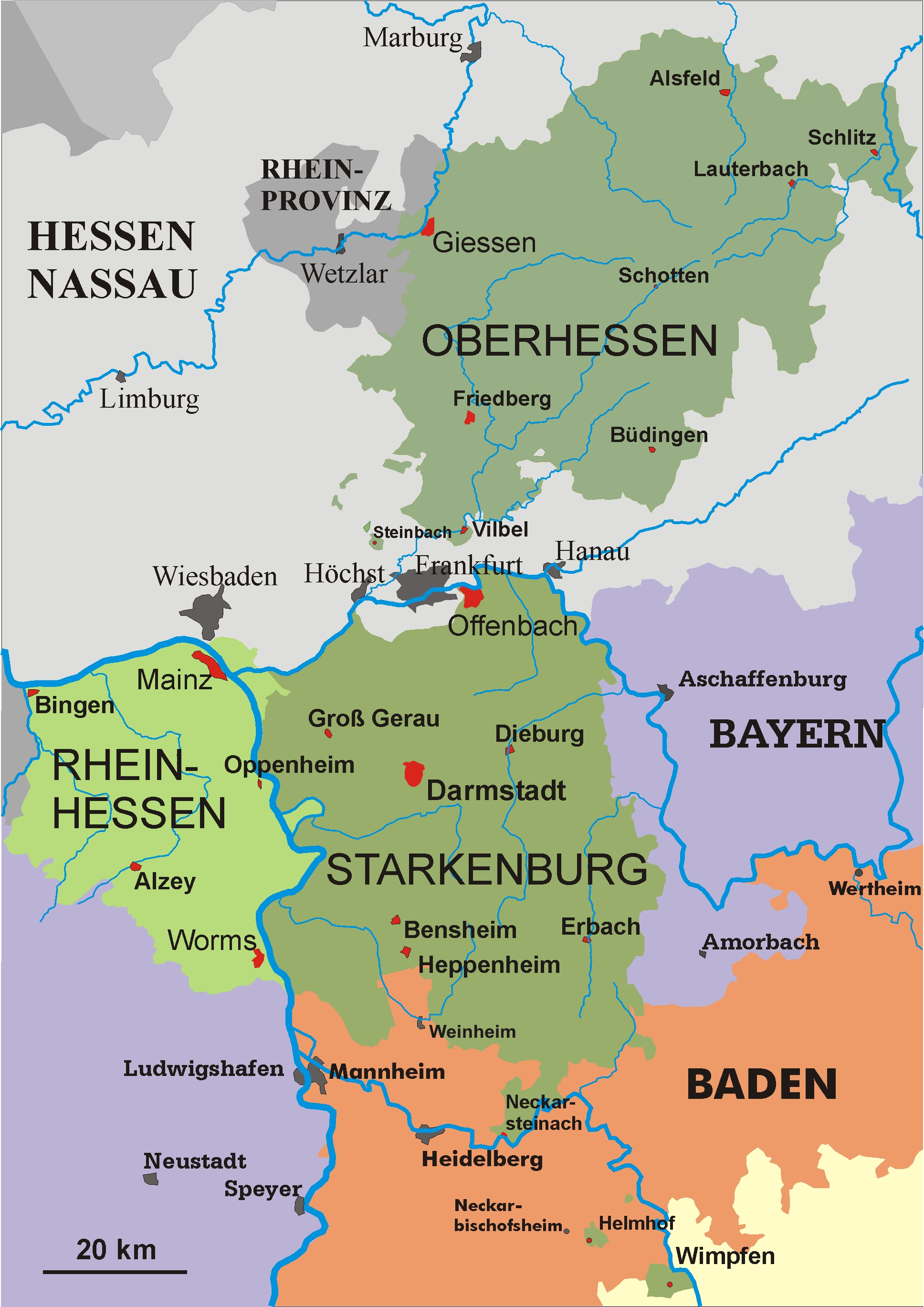
L'Estat Popular de Hessen el 1930

L'Estat Popular de Hessen (en alemany: Volksstaat Hessen) fou un estat de la República de Weimar (Alemanya), que existí de 1918 fins a 1945. La seva capital era Darmstadt i el seu territori comprenia 7,692 km².
Després de la Primera Guerra Mundial, el Gran Ducat de Hessen esdevingué república i el seu nom fou canviat a Estat Popular, en oposició al seu passat monàrquic. L'estat incloïa les províncies d'Oberhessen (capital Giessen), Starkenburg (capital Darmstadt) i Rheinhessen (capital Magúncia).
A causa del Tractat de Versalles, el 40% del seu territori fou ocupat per l'exèrcit francès fins al 30 de juny de 1930.
Després de la Segona Guerra Mundial, Oberhessen i Starkenburg formaren part de la zona d'ocupació estatunidenca, mentre que Rheinhessen, al marge oest del riu Rin, formà part de la zona d'ocupació francesa. El 19 de setembre de 1945, l'administració militar nord-americana creà el nou estat de Gran Hessen, que incloïa la seva zona d'ocupació en l'Estat Popular, així com la província de Hessen-Nassau i la ciutat de Frankfurt del Main. L'1 de desembre de 1946 l'estat de Gran Hessen va passar a ser l'estat de Hessen.
La part de Rheinhessen, ocupada pels francesos, s'integrà a l'estat de Renània-Palatinat.